# Eva Herzog

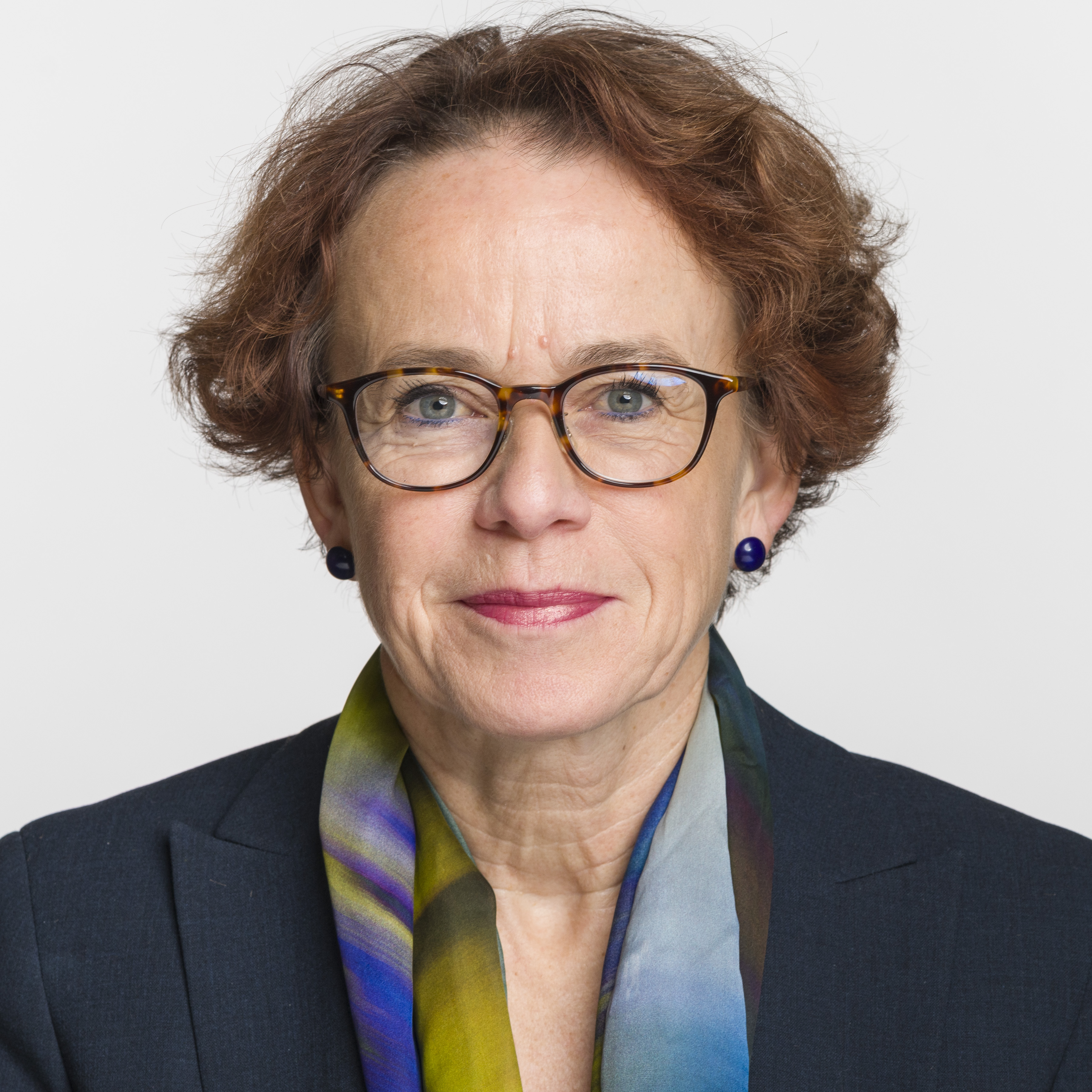
Eva Herzog (2019)

Eva Maria Herzog (* 25. Dezember 1961 in Basel; heimatberechtigt ebenda) ist eine Schweizer Historikerin, Kulturmanagerin und Politikerin (SP) und war 2023/2024 Ständeratspräsidentin.

## Leben
Eva Herzog studierte ab dem Jahr 1981 Geschichte, Wirtschaftswissenschaft und Spanisch an den Universitäten Basel und Santiago de Compostela und schloss im Jahr 1988 bei Hans Rudolf Guggisberg mit dem Lizentiat ab. Ihre nicht veröffentlichte Lizentiatsarbeit befasst sich mit einem Thema zur Agrargeschichte Spaniens im 18. Jahrhundert (Die «Academia de Agricultura del Reino de Galicia» und ihr Projekt zur Bebauung der «montes»). 
Im Jahr 1989 war sie Mitglied der Geschäftsleitung des Vereins «Dritte-Welt-Läden der Region Basel». Von 1990 bis 1994 arbeitete sie als wissenschaftliche Mitarbeiterin bei der Forschungsstelle Baselbieter Geschichte. Von 1994 bis 1995 war sie Koordinatorin des Vereins Frauenstadtrundgang Basel. Im Jahr 1995 promovierte sie mit einer Arbeit über die Geschichte des Frauenturnens im Kanton Basel-Landschaft an der Universität Basel. Von 1995 bis 1999 war Herzog Mitglied des Leitungsteams und der Geschäftsleitung der Kulturwerkstatt Kaserne in Basel. Im Jahr 2000 arbeitete sie als freiberufliche Kulturveranstalterin und von 2001 bis 2004 als wissenschaftliche Mitarbeiterin im Vizerektorat Forschung der Universität Basel.
Von 1999 bis 2003 gehörte Herzog dem Verfassungsrat des Kantons Basel-Stadt an. Von 2001 bis 2005 war sie Mitglied des Grossen Rates und gehörte der Bildungs- und Kulturkommission an. Von 2004 bis 2005 präsidierte sie die SP-Fraktion im Grossen Rat. Von 2005 bis zu ihrem Rücktritt per 31. Januar 2020 war sie als Nachfolgerin von Ueli Vischer Regierungsrätin des Kantons Basel-Stadt und Vorsteherin des Finanzdepartements. Auf nationaler Ebene fiel sie auf, als sie sich gegen die Parole ihrer Partei vor der Volksabstimmung vom 12. Februar 2017 über die Unternehmenssteuerreform III für diese Vorlage einsetzte. Bei den eidgenössischen Wahlen 2019 wurde sie im ersten Wahlgang am 20. Oktober in den Ständerat gewählt. Dort nahm sie Einsitz in der Finanzkommission (FK), Finanzdelegation (FinDel), Kommission für Wirtschaft und Abgaben (WAK) sowie Kommission für Wissenschaft, Bildung und Kultur (WBK). In den Ständeratswahlen 2023 wurde sie bestätigt. Am 4. Dezember 2023 wurde sie zur Ständeratspräsidentin 2023/2024 gewählt.
Im Jahr 2015 wurde sie mit dem erstmals vergebenen Alumni-Preis der Ehemaligen-Vereinigung der Universität Basel ausgezeichnet.
Herzog kandidierte für die Bundesratswahl 2022 als Nachfolgerin der zurücktretenden Simonetta Sommaruga. Am 26. November 2022 beschloss die SP-Fraktion, Herzog zusammen mit Elisabeth Baume-Schneider auf ihren Wahlvorschlag an die Bundesversammlung aufzunehmen. In der Wahl am 7. Dezember 2022 unterlag sie im dritten Wahlgang der als Aussenseiterin gestarteten Baume-Schneider.
Eva Herzog lebt in einer Beziehung und hat zwei Kinder.

## Schriften
- Die «Academia de Agricultura del Reino de Galicia» und ihr Projekt zur Bebauung der «montes». Ein Beitrag zur Agrargeschichte Spaniens im 18. Jahrhundert. Basel 1988 (unveröffentlichte Lizentiatsarbeit).
- «Frisch, frank, fröhlich, frau»: Frauenturnen im Kanton Basel-Landschaft. Ein Beitrag zur Sozialgeschichte des Breitensports (= Quellen und Forschungen zur Geschichte und Landeskunde des Kantons Basel-Landschaft. Band 52). Verlag des Kantons Basel-Landschaft, Liestal 1995, ISBN 3-85673-240-3 (= Dissertation, Universität Basel, 1995).